# Club Pedestre Velocidad y Resistencia
El Club Pedestre Velocidad y Resistencia fue creado el 25 de agosto de  1907 (117 años) en Buenos Aires (Argentina) por Felipe J. Lacoste, Luciano Lauria, Carlos Bovo y Leonardo Ullet. Surgió la idea ante la proximidad de un torneo que se realizaría en el Lomas Sport Club. El club que ellos representaban, el Ciclista Italo Argentino, daba poca importancia al atletismo, pues como su nombre lo indica se dedicaban especialmente al ciclismo. Por ello se reunieron los cuatro nombrados y convinieron participar en el torneo antes mencionado, representando una nueva institución, netamente atlética, resolviendo crear el Club Pedestre Velocidad y Resistencia. En esa época existían los clubs Ciclista Italiano, Italo Argentino, Sempre Avanti, Estudiantes Juniors, Kimberley, Comercio y otros. La reunión se realizó en la calle Charcas 1823, lugar en el que funcionó la primera secretaría. Ya constituida la nueva entidad debía procederse a elegir el nombre siendo Carlos Bovo el creador del mismo quien propuso "que al ser Ullet y él, corredores de velocidad, y Lacoste y Lauria de medio fondo y gran aliento, pedía que el nombre del Club representara ambas cosas, llamándolo Velocidad y Resistencia", lo cual fue aceptado. La creación de la insignia se debe a la idea de Felipe J. Lacoste, quien pensó que un rayo era poseedor de las dos condiciones que mencionaba el nombre, es decir que poseía velocidad y resistencia, proponiéndolo entonces como insignia en negro sobre fondo blanco, aceptándose en forma unánime. 
Así quedó constituido el Club Velocidad y Resistencia por esas cuatro personas y luego de la participación en el primer torneo comenzaron ingresar asociados formándose la primera C.D. que quedó así integrada: Presidente Ángel Libero, Secretario Felipe j.Lacoste, Tesorero Luciano Lauria, Vocales, Bovo, Iriart, Simone, Ullet y Marchetti.
A esos nombres y a su trabajo sin desmayos se debe el surgimiento del Club en sus primeros pasos, dejando sentadas las bases de su acción para el futuro. Fueron muchos los atletas con que contó la nueva entidad en la época de su iniciación, mereciendo destacarse entre ellos Lacoste, Bovo, Lauría, Baudoin, Cazabón, Bianchi, Espinola, Frugoni, Leger, etc., quienes le dieron sus primeros triunfos y dejaron sentado su prestigio atlético. El lugar de entrenamiento así como también el de realización de algunas pruebas eran las avenidas Alvear y Sarmiento. Es interesante destacar que a faltas de pistas, esas avenidas eran utilizadas como tal, siendo designadas por la C.D. como pista del Club el 19 de julio de 1908, procediéndose a su medición y a la aprobación de sus "medidas oficiales" que figuran en el libro de torneos de ese año, agregándose como dato histórico de nuestro atletismo que las marcas constan de la siguiente manera: en la avenida Sarmiento 100 metros: desde el farol de alumbrado eléctrico existente en la vereda de la esquina de Av. Alvear y el cuartel 1.º de Infantería hasta el árbol 17 que se halla marcado P.; 400 m desde el primer farol de alumbrado eléctrico que existe en el medio de la calle, comenzando de los Portones, hasta el que marcado con un triángulo, se halla en la vereda que mira al oeste y que está casi al frente a la entrada que sobre la Av. Sarmiento tiene el Jardín Zoológico. De esta manera también figuran las marcas para las distancias de 200, 800, 1000, 1200, y 1600 metros. En la Av. Alvear, como dato ilustrativo, se mencionan solamente la distancia de 800 m que figura "desde el primer farol de alumbrado eléctrico existente en el medio de la calle próximo a Pueyrredón, hasta pasar 20 m la puerta principal del Pabellón de las Rosas". También existían las marcas para todas las distancias hasta los 1000 m. El vestuario de esos "campos deportivos" era uno de los bancos allí ubicados. 
El primer torneo en que participó la nueva institución fue en el mes de agosto del mismo año 1907 y era organizado por el Lomas Sport Club. En este torneo el Club obtuvo el primer triunfo de su historia, fue merecedor de ese honor Carlos Bovo, que ganó la carrera de 500 m con obstáculos en el tiempo de 1,20". En este torneo debutó el equipo de relevos integrado por Lacoste, Lauria, Bovo y Ullet, los cuatro Fundadores, clasificándose en el tercer lugar. Este equipo a partir de ese día, se convirtió en poco menos que imbatible, ganando casi todas las competiciones en que actuaba. Integraron también el mismo en varias oportunidades S. Bacarese, E. Bianchi y otros. Posteriormente se agregaron dos grandes valores del atletismo de la época, los Sres. Cazaubón y Lambierto Tomé y con estos atletas llega nuestro equipo de relevos al año 1911/13 formados por Cazaubón, Bianchi, Bovo y Lacoste primero y Cazaubón, Lambierto Tomé, Bovo y Lacoste después, siendo equipos imbatibles durante mucho tiempo. Corrían todos los relevos, 400, 1600, 200×200×400×800 m y una muy usual en la época, la de 4×250 m sin perjuicio de participar en otras pruebas.
El 1 de marzo de 1911, luego de un llamado a concurso y sometido al fallo del poeta Carlos Guido y Spano se aprueba la marcha del Club, eligiendo el mencionado poeta la composición escrita por Felipe Lacoste, por lo que se hizo acreedor a la medalla que se había instituido como premio al autor de la mejor letra. El Club Pedestre Velocidad y Resistencia fue desde sus comienzos uno de los propulsores para la creación de una entidad argentina que agrupara al deporte atlético del país y ya en el año 1908 ante la existencia de la Amatheur Athletic Association of the River Plate y por no estar de acuerdo con ciertas cláusulas de sus reglamentos, se afilia junto con el Club Sempre Avanti, al Touring Club, formando así una especie de asociación. 
En el año 1911, para ser más exacto, los días 11 de enero y 2 de febrero, se iniciaron las reuniones previas para la formación de la Federación Pedestre Argentina, quedando constituida el día 19 de febrero del mimo año, siendo elegido el delegado de nuestro Club Sr. Luciano Lauría su primer Presidente. Esta Federación, fue creada por iniciativa del Velocidad y Resistencia, tal es así que las actas previas y la del 19 de febrero, fecha en que quedó constituida, figuran inscritas en el libro de Actas del Club de ese año. Las entidades que acompañaron al Club Velocidad y Resistencia en la formación de la primera Federación rectora del deporte atlético, fueron: Pedestre Sportsman, S.C. Italia, Pedestre Argentino, Sempre Avanti, Sport Club Buenos Aires. El primer secretario de esa entidad fue el Sr. Bacarese, delegado del Club Pedestrte Sportsman.
Siete años después, año 1918, ante graves irregularidades cometidas por algunos de los miembros que en ese momento dirigían la F.P.A., la misma es intervenida, siendo su interventor el delegado del Centro de Estudiantes de Ingeniería. El día 29 de julio se hace una Asamblea para estudiar y definir las actividades desde su fundación y su actual estado interno.
Para esta Asamblea el delegado de nuestro Club Sr. Luis D. Lacoste pide a la Comisión Directiva amplios poderes y a la vez que se le otorgan, se nombra un segundo delegado, recayendo la designación en la persona del Sr. Alfonso Ceriana. Una vez en la Asamblea, el Club, igual que otras Instituciones, hacen escuchar sus denuncias y proyectos, pero todas las mociones son vetadas pues había ya acuerdo entre los dirigentes de la Federación para actuar así siendo secundados por las diferentes entidades a las que representaban. Entonces el delegado de Velocidad y Resistencia Sr. Luis Lacoste protesta a viva voz y vierte expresiones de repudio sobre la manera de actuar de los miembros de la Federación y manifiesta que la trayectoria limpia, tanto moral como deportiva, de su Club no le permite seguir afiliado a esa Federación, a la vez que la misma no es merecedora de ello, por lo que declara entonces su desafiliación. Esas palabras son recibidas con fuertes aplausos por la mayoría de los presentes, incluso la "barra" y es así que el delegado del Centro de Estudiantes de Ingeniería adopta igual resolución siendo seguido por la mayoría de los demás delegados presentes, quedando así disuelta la Federación Pedestre Argentina. En el año siguiente se hacen gestiones para formar definitivamente una verdadera Federación y es así como después de diversas gestiones el 19 de julio de 1919 queda constituida la Federación Atlética Argentina, entidad rectora del atletismo del país con representación internacional, correspondiéndole al Club el alto honor de ser su fundador, firmando el acta respectiva en su representación los dos delegados que en forma tan acertada habían actuado un año antes en el conflicto de la Federación Pedestre Argentina, Sres. Luis D. Lacoste y Alfonso Ceriana. De más está decir todo lo que hizo y sigue haciendo la F.A.A. hoy Federación Metropolitana por el bien del nuestro deporte y los escollos que debió salvar a través de los años que transcurrieron desde su fundación, lo que realza el mérito de su existencia, participando en competencias por medio de sus atletas, organizando torneos con la concurrencia de sus jueces, difundiendo el atletismo en forma general, etc.
El Club Pedestre Velocidad y Resistencia desde su fundación participó en gran cantidad de torneos y en cuanto a la organización de competicioness se refiere, anualmente organiza una serie de ellas, tanto como pruebas de calle como torneos de pista y campo. Hay competencias organizados por el Club que ya son tradicionales en el calendario atlético, mereciendo destacarse entre las pruebas de calle los trofeos Albe Lauría, Lacaste, Luisa, etc., en las de campo el Torneo de los Trofeos que se disputa anualmente casi a fin de temporada. Es de destacar que en el año 1957 se incorporó La Gran Maratón de la Ciudad de Buenos Aires sobre la clásica distancia de 42 km y 195 m, realizándose en cuatro oportunidades, debiendo suspenderse posteriormente por razones de lo complicado de la organización y participación de atletas.
Larga sería la tarea de enumerar la cantidad de torneos en que se participó y los innumerables torneos obtenidos, por ello se mencionan solamente, a pesar de muchos laureles conquistados, que sus atletas participaron en los primeros torneos internacionales realizados en el país obteniendo muchos triunfos y excelentes marcas.-Desde su iniciación, el Club trato de conseguir un terreno donde poder hacer su campo de deportes y fue así que en muchas oportunidades se dirigió a la Municipalidad para conseguir su objeto, hasta que en 1923 le ceden un terreno en calidad de préstamo pero poco después, luego de haber invertido una cantidad de dinero en sus mejores, se produce una disputa entre la Municipalidad y el Ministerio de Guerra por su posesión teniendo que devolverlo.- El segundo campo fue concedidos por gestiones de un General del ejército facilitándose un terreno en el lugar que se encuentra el regimiento 1º de infantería, en Palermo, en el cual también se invirtió dinero para adecuarlo a las necesidades, pero dicho campo fue utilizado muy poco, pues en muy poco tiempo fue destinado como picadero para el ejercicio de los caballos.-Siguieron las gestiones pero el poder público jamás oyó los pedidos negando la oportunidad de conseguir un campo propio.- (Nota, en la década del 50, se compró un terreno , en la localidad de Claypole en la Provincia de Buenos Aires, cuya escritura se le retiró a Narciso Vázquez, quedando en poder de Delfor Cabrera, para luego pasara a Corcino Fernández, luego perdí información, )
Lo expuesto demuestra fehacientemente que con pocos medios y huérfanos de toda ayuda logró el Club llevar el atletismo Argentino a un plano internacional, llegándose al caso que un equipo nacional participante en un campeonato sudamericano logró más de la mitad del puntaje por intermedio de atletas del Club.
Ya por año 1908 atletas del club obtenían marcas de calidad excepcional, siendo muchos los buenos registro. Hay algunos que por sus tiempos y comentarios de la prensa de la época han quedado registrados y que hoy, a través de tantos años, podemos recordar. De la primera época, es de destacar las marcas obtenidas por Felipe Lacaste en el que mejoró el récord del kilómetro y el tiempo 1 hora 21 minutos, empleados para recorrer la distancia de 21 km, así como también la actuación realizada en el año 1909 mejorando el récord de la milla con un tiempo de 4,37” 1/2.—
Por su parte, Carlos Bobo en el año 1911 en un torneo realizado en el Club A. San Isidro y fiscalizado por la Asociatión Atlhetic Amateur of. England, en la 3ª serie de 100 metros llanos empleó el tiempo récord de 10” 4/5 clasificándose 2.º Eduardo Lambierto Tomé. Se considera, pues no hay antecedentes anteriores, que fue el primer atleta sudamericano que bajó los 11”. Avalan la calidad de estas conquistas el hecho que en la época que Felipe Lacaste hizo estas marcas las mismas eran excelentes para participar en torneos internacionales.-
Como datos ilustrativos tomamos en cuenta que el récord argentino en 1924, establecido por Luis Suárez, también representante del club, era de 4’16” 4/5. y el sudamericano lo detentaba el chileno Moreno con un tiempo de 4’ 11”9/10. Los Juegos Olímpicos de Londres de 1908 se ganaron siempre refiriéndonos a esta distancia en 4’ 3” 4/10 (Shepard EE. UU.). En los campeonatos Sudamericanos de 1918-19-20 se ganaron los 1500 m . Con tiempos superiores a los 4 min 20 s es decir, marcas de inferior calidad a las de Lacaste, siempre tomando en cuenta la relación entre la milla y la marca de 4´ 37” con los 1500 m, distancia que no registra tiempo pues en esa época eran más comunes las distancia de los 1000 m. Extraordinaria actuación que en la fecha de realización hubiese sido récord del mundo. Junto a Lacaste corría por aquellos tiempos en las pruebas de gran fondo Luciano Lauría, quien también hizo brillar los colores del Club a través de sus actuaciones. Este atleta se destacaba especialmente en pruebas de Maratón.
Actuaba también en esa época otro esprínter del Club de relevantes condiciones, el señor Eduardo Lambierto Tomé quien fue también oto valor del atletismo argentino. Tiene para los 100 m tiempos de 11” que comparados con las marcas anteriores citadas de la época da el valor de la misma. De su actuación merece destacarse el triunfo obtenido en el año 1913 en un torneo disputado en Rosario en que en la carrera final de los 100 m venció a Bobo y en el primer Campeonato Sudamericano se clasificó subcampeón de 200 m, carrera ganada por el chileno Uranga y en la que Lambierto triunfó sobre el famoso atleta uruguayo Isabelino Gradín, que entró tercero. En los torneos llamados Olimpíadas Sudamericanas (juegos del Centenario) en 1910, que puede decirse fue el primer Campeonato Sudamericano, con la participación de Uruguay y Chile, el representante del club, Bobo se adjudicó la final de 400 m en el extraordinario tiempo de la época, de 51” 3/5, tiempo que recién fue mejorado en el año 1919 por otro gran valor surgido de las filas del Club, Ricardo Pozzi quien descontó la distancia en 51” 1/5.
Como dato ilustrativo de estas dos marcas puede tomarse en cuenta que los Campeonatos Sudamericanos de l919 y 1920 se ganaron en 52” 2/5 y 54” respectivamente, tupiéndole luego a Félix Escobar en 1924 el honor de clasificarse campeón de 400 m en 49” 4/10 siendo el primer atleta sudamericano que bajo los 50”.
Otro gran valor del club en 400 m fue Casanovas, que integró el equipo de postas en las olimpíadas de 1924 de las que era especialista y en las que obtuvo los mejores registros de esos años. Actuó también con éxito en salto en alto y algunas veces en 800 m, y en una carrera de 1000 m fue el único atleta de la primera época que alcanzó a participar en los primeros campeonatos sudamericanos y nacionales oficializados, ya creada la F.A.A. En el sudamericano de 1919 se clasificó 2.º en la serie de 200 m con vallas, no disputándose la final y en los primeros campeonatos nacionales se clasificó subcampeón de 110 m vallas siendo vencido por Otto Diesch. Siguiendo con las pruebas de velocidad es interesante destacar que en los Campeonatos Sudamericanos recién se bajaron los 11 en el año 1920 y fue en 1926, campeonato disputado en Buenos Aires en la pista del C.A. San Isidro, cuando otro representante del club, esprínter de gran calidad, Don Eduardo Albe da al club otra gran satisfacción, igualando en su serie el récord sudamericano, cubriendo la distancia en 10” 4/5, venciendo a calificados adversarios y clasificándose luego campeón sudamericano. En ese mismo torneo Albe obtuvo otro gran triunfo al ganar también el campeonato en la carrera de 200 m, con el excelente tiempo (récord) de 21” 8/10. En carreras de vallas sucedieron a la actuación de Carlos Bovo los hermanos Eduardo y José J. Albe más tarde Presidente de la Comisión integrada por Presidente J.J.Albe; Vicepresidente N.Vazquez; Secretario, Carlos A.Bobo (h); Prosecretario J.Abarrategui; Tesorero A. Mobiglia; Protesorero A.López; Vocales Titulares y Suplentes J.G.Luisi; Lilian M. de Arenas; R.Cavanna; H.Santizo; J.Inga; R. Sánchez: y E.Urruti; Fiscalizadores de Cuentas C.A.Bobo; M. Laborde y D.Cabrera período 1956/57.-
En lo que a carreras de fondo se refiere siguió los pasos de Felipe Lacaste el atleta Carlos Lucioni quien tuvo destacadísima actuación. Debe mencionarse entre los buenos registros obtenido por este atleta el de 58´ 20” en 17.000 m y 1 h 55´56” en 30.000 m obtenidos en 1911 y 1918 respectivamente. También representó al Club por algún tiempo el atleta José Ribas, campeón sudamericano de 10.000 y 5000 m en los años 1929 y 1931 y que posteriormente sería plusmarquista mundial de 30.000 m.

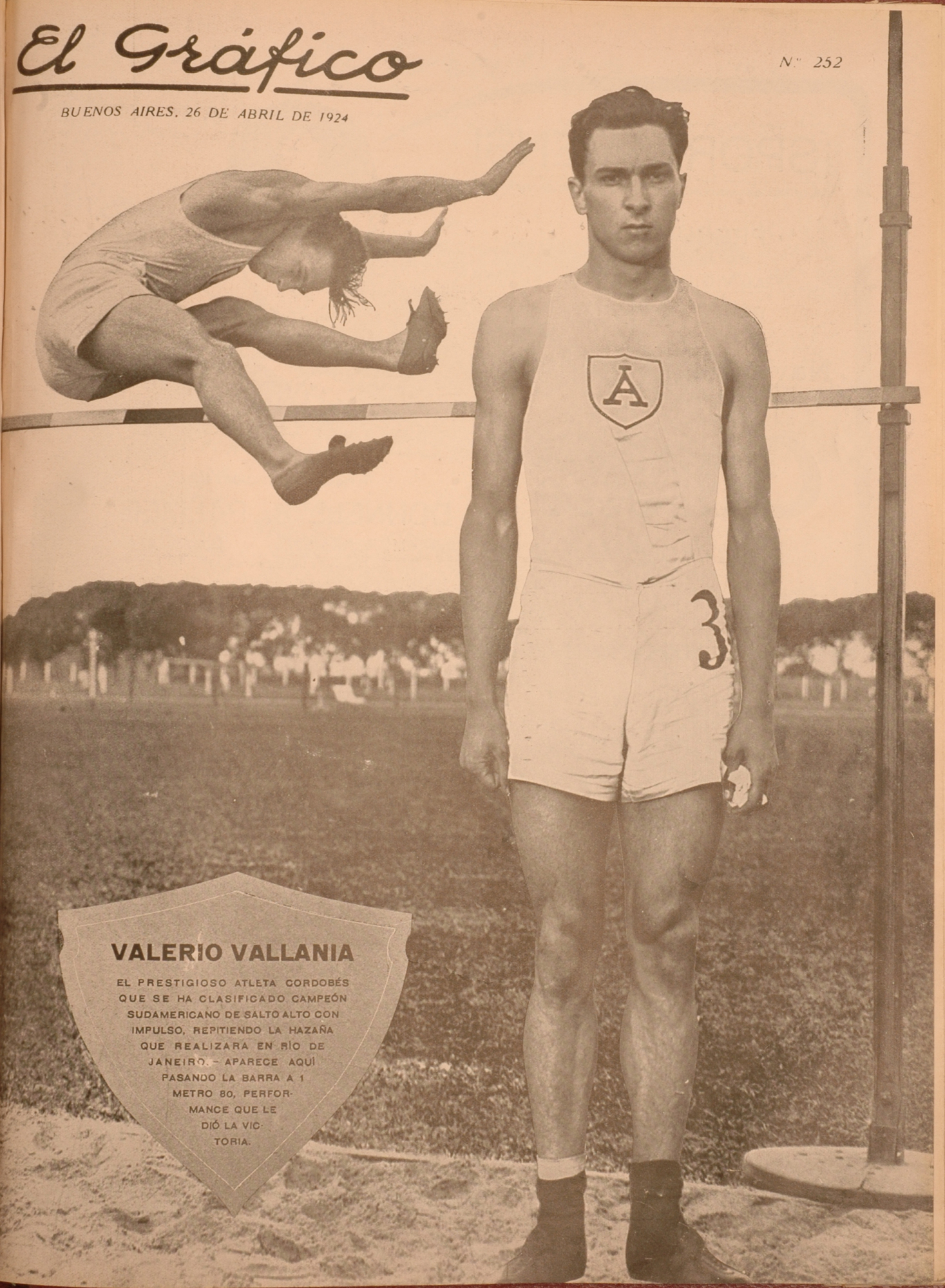
Valerio Vallania, campeón sudamericano de salto alto, en 1924.

A medida que se alejaban del atletismo activo, las figuras nombradas de la primera época, iban surgiendo otros grandes campeones que representaban al rayo y que con el tiempo, debido a sus actuaciones serían junto con Lacoste, Bobo, Lauría, etc., nuevas glorias de nuestro atletismo y del deporte argentino, ellos son Eduardo Albe, José J.Albe, Valerio Vallanía, Carlos Bianchi Tutti, Pedro Elsa, Leopoldo Ledesma, Carlos Lucioni Fernando Cicarelli, Ribas etc. Estos campeones obtuvieron marcas de gran jerarquía y es así como las de Lacoste en l908/9 y Bobo l910/11 y las de E. Albe en los Campeonatos Sudamericanos de 1926, hay que agregar otras que han sido extraordinarias. En el año 1932 nuestro representante Bianchi Lutti da al club la 3.ª Gran marca en carreras de velocidad al adjudicarse una de las series de 200 m en los Juegos Olímpicos de los Ángeles, con tiempo de 21 4/10 Batiendo el récord Olímpico que pertenecía a los norteamericanos Scholz y Hahn y al alemán Hörnig con 21” 3/5 (21” 6/10), estableciendo a la vez el récord sudamericano. En dichos juegos este gran campeón se clasificó en el 5.º lugar en la final. Posteriormente en 1933 iguala el récord argentino y sudamericano de 100 m con el tiempo de 10” 4/10 poseyendo también el de 100 yardas en 9” 7/10. Fue este hombre un velocista excepcional y su desaparición a muy temprana edad privó al deporte de uno de sus mejores valores. Destacándose también por sus actuaciones Valerio Vallania, atleta completo del decatlón en el año 1926 con 5937,57 puntos. Este atleta poseía también el récord sudamericano de 110 m vallas con 15”1/5 siendo también campeón de la prueba. En la especialidad de salto en alto fue también campeón y con récord con una excelente marca de 1,91 m. Además tiene marcas de 6,97 m en salto en largo, especialidad en la que también fue también campeón sudamericano y 13,58 en triple. Por su parte su hermano Atilio fue campeón sudamericano de 110 m vallas en el año 1926, ganando la prueba en 15” 6/10. Eduardo y José Albe tuvieron destacada actuación en esta prueba habiéndose clasificado Campeones Nacionales en los años 1921 y 1924 respectivamente con el tiempo de 16” 4/5 y 16” 1/5. José Julio Albe en el año 1926 corrió la distancia en 15”4/10que significaba récord sudamericano, no homologado por no haberse elevado las actas respectivas. También tuvo el club su representación en los 400 m vallas por intermedio de Carlos Bobo primero y luego por Pascual Yaquino. Luego hubo un paréntesis, hasta que en 1941 vuelve el club a estar representado en esta prueba por A. Smith que corrió los 110 y 400 m, en el primer Campeonato Nacional de Atletismo Libre. Posteriormente entre los atletas del club surgen otros dos que atacan la especialidad actuando largo tiempo, son ellos Angel Bustos y Carlos Bobo (h) que participaron hasta 1949 y 1954 respectivamente poseyendo Carlos el último récord interno de 57”2/10 para los 400 m vallas En 1952 el representante del club Juan Inga ganó los 400 m el 11.º Campeonato de Atletismo Libre. Pasando a los lanzamientos contamos con la presencia de Luis Romana; Pedro Elsa, Rodolfo Buttoni, etc. Pedro Elsa fue campeón y plusmarquista sudamericano de disco con las marcas de 38,56 y 44,96 metros y Rodolfo Buttoni en Bala 14,14 y 14,28 metros, siendo el primer atleta sudamericano que pasó los 14 metros. Carlos Maldonado en jabalina arrojó el implemento a 52,61 m clasificándose Campeón Sudamericano en el año 1926 con la marca de 51,93 m. Luis Romana fue digno representante en el lanzamiento de martillo prueba en la que obtuvo marcas de 44,96 y 48,26 esta última en el año 1924 la que fue récord sudamericano y argentino pero no reconocido. Los últimos atletas que nos representaron en lanzamientos fueron Abarrategui, Pardo y Parral.
- Datos: Q5774522